# Art Lund
Art Lund (Salt Lake City, 1 april 1915 – Holiday (Utah), 31 mei 1990) was een Amerikaans acteur en zanger. Hij werd bekend met zijn lied Mam'selle dat in 1947 twee weken op nummer 1 stond in Billboards Best Sellers Chart. Ook verscheen hij regelmatig op de televisie en op toneel.
Art Lund was getrouwd met Kathleen Virginia Bolanz van 1940 tot haar dood in 1969. Samen hadden ze twee kinderen. Later was hij gehuwd met Janet Burris Chytraus in 1989 tot aan zijn dood in 1990.

## Filmografie
- Calamity Jane (1963)
- The Molly Maguires (1970)
- Head On (1971)
- Decisions! Decisions! (1972)
- The Last American Hero (1973)
- Brother on the Run (1973)
- Black Caesar (1973)
- Bucktown (1975)
- Last Hours Before Morning (1975)
- The Quest (1976)
- Baby Blue Marine (1976)
- The Private Files of J. Edgar Hoover (1977)
- The Oklahoma City Dolls (1981)
- The Gift of Life (1982)
- It's Alive III: Island of the Alive (1987)

## Televisieseries
- I Love Lucy (1957)
- Gunsmoke (1962 en 1973)
- Wagon Train (1962)
- Custer (1967)
- Here Come the Brides (1969)
- The Name of the Game (1970)
- Kojak (1974)
- The Rockford Files (1974)
- Chopper One (1974)
- Hec Ramsey (1974)
- Little House on the Prairie (1975)
- City of Angels (1976)
- The Blue Knight (1976)
- Man from Atlantis (1977)
- Baretta (1977)
- The Paper Chase (1978)
- Salvage 1 (1979)
- The Contender (1980)
- McClain's Law (1981)
- The Winds of War (1983)
- Knight Rider (1984)